# ATP World Tour 2009
ATP World Tour je elitní tenisový okruh pro profesionály, organizovaný ATP. Zahrnuje v sobě Grand Slam (pořádaný ITF), ATP Masters 1000, ATP 500 Series, ATP 250 Series, Světový pohár družstev, Davis Cup (pořádaný ITF) a ATP World Tour Finals.

## Chronologický přehled událostí

### Legenda
| Grand Slam                  |
| ATP World Tour Finals       |
| ATP World Tour Masters 1000 |
| ATP World Tour 500          |
| ATP World Tour 250          |
| Týmové soutěže              |

### Leden
| Datum     | Turnaj                                                                                 | Vítězové                        | Výsledek                   | Finalisté                               | Semifinalisté                      | Čtvrtfinalisté                                                       |
| --------- | -------------------------------------------------------------------------------------- | ------------------------------- | -------------------------- | --------------------------------------- | ---------------------------------- | -------------------------------------------------------------------- |
| 5. leden  | Qatar ExxonMobil Open Dauhá, Katar ATP World Tour 250 series tvrdý - 1,110,250 $       | Andy Murray                     | 6-4, 6-2                   | Andy Roddick                            | Gaël Monfils Roger Federer         | Rafael Nadal Victor Hănescu Philipp Kohlschreiber Serhij Stachovskyj |
| 5. leden  | Qatar ExxonMobil Open Dauhá, Katar ATP World Tour 250 series tvrdý - 1,110,250 $       | Marc López Rafael Nadal         | 4-6, 6-4, 10-8             | Daniel Nestor Nenad Zimonjić            | Gaël Monfils Roger Federer         | Rafael Nadal Victor Hănescu Philipp Kohlschreiber Serhij Stachovskyj |
| 5. leden  | Chennai Open Čennaí, Indie ATP World Tour 250 series tvrdý - 450,000 $                 | Marin Čilić                     | 6-4, 7-63                  | Somdev Devvarman                        | Marcel Granollers Rainer Schüttler | Lukáš Dlouhý Janko Tipsarević Ivo Karlović Björn Phau                |
| 5. leden  | Chennai Open Čennaí, Indie ATP World Tour 250 series tvrdý - 450,000 $                 | Eric Butorac Rajeev Ram         | 6-3, 6-4                   | Jean-Claude Scherrer Stanislas Wawrinka | Marcel Granollers Rainer Schüttler | Lukáš Dlouhý Janko Tipsarević Ivo Karlović Björn Phau                |
| 5. leden  | Brisbane International Brisbane, Austrálie ATP World Tour 250 series tvrdý - 484,750 $ | Radek Štěpánek                  | 3-6, 6-3, 6-4              | Fernando Verdasco                       | Paul-Henri Mathieu Richard Gasquet | Kei Nishikori Florent Serra Robin Söderling Jo-Wilfried Tsonga       |
| 5. leden  | Brisbane International Brisbane, Austrálie ATP World Tour 250 series tvrdý - 484,750 $ | Marc Gicquel Jo-Wilfried Tsonga | 6-4, 6-3                   | Fernando Verdasco Mischa Zverev         | Paul-Henri Mathieu Richard Gasquet | Kei Nishikori Florent Serra Robin Söderling Jo-Wilfried Tsonga       |
| 12. leden | Heineken Open Auckland, Nový Zéland ATP World Tour 250 series tvrdý - 480,750 $        | Juan Martín del Potro           | 6-4, 6-4                   | Sam Querrey                             | Robin Söderling David Ferrer       | Viktor Troicki John Isner Nicolás Almagro Philipp Kohlschreiber      |
| 12. leden | Heineken Open Auckland, Nový Zéland ATP World Tour 250 series tvrdý - 480,750 $        | Martin Damm Robert Lindstedt    | 7-5, 6-4                   | Scott Lipsky Leander Paes               | Robin Söderling David Ferrer       | Viktor Troicki John Isner Nicolás Almagro Philipp Kohlschreiber      |
| 12. leden | Medibank International Sydney, Austrálie ATP World Tour 250 series tvrdý - 484,750 $   | David Nalbandian                | 6-3, 6-79, 6-2             | Jarkko Nieminen                         | Novak Djoković Richard Gasquet     | Mario Ančić Jo-Wilfried Tsonga Lleyton Hewitt Jérémy Chardy          |
| 12. leden | Medibank International Sydney, Austrálie ATP World Tour 250 series tvrdý - 484,750 $   | Bob Bryan Mike Bryan            | 6-1, 7-63                  | Daniel Nestor Nenad Zimonjić            | Novak Djoković Richard Gasquet     | Mario Ančić Jo-Wilfried Tsonga Lleyton Hewitt Jérémy Chardy          |
| 19. leden | Australian Open Melbourne, Austrálie Grand Slam tvrdý - 10,142,240 A$                  | Rafael Nadal                    | 7-5, 3-6, 7-6(3), 3-6, 6-2 | Roger Federer                           | Fernando Verdasco Andy Roddick     | Gilles Simon Jo-Wilfried Tsonga Novak Djoković Juan Martín del Potro |
| 19. leden | Australian Open Melbourne, Austrálie Grand Slam tvrdý - 10,142,240 A$                  | Bob Bryan Mike Bryan            | 2-6, 7-5, 6-0              | Mahesh Bhupathi Mark Knowles            | Fernando Verdasco Andy Roddick     | Gilles Simon Jo-Wilfried Tsonga Novak Djoković Juan Martín del Potro |
| 19. leden | Australian Open Melbourne, Austrálie Grand Slam tvrdý - 10,142,240 A$                  | Mahesh Bhupathi Sania Mirza     | 6-3, 6-1                   | Andy Ram Nathalie Dechy                 | Fernando Verdasco Andy Roddick     | Gilles Simon Jo-Wilfried Tsonga Novak Djoković Juan Martín del Potro |

### Únor
| Datum    | Turnaj                                                                                                   | Vítězové                         | Výsledek         | Finalisté                        | Semifinalisté                         | Čtvrtfinalisté                                                               |
| -------- | --- | -------------------------------- | ---------------- | -------------------------------- | ------------------------------------- | ---------------------------------------------------------------------------- |
| 2. únor  | Movistar Open Viña del Mar, Chile ATP World Tour 250 series antuka - 496,750 $                           | Fernando González                | 6-1, 6-3         | José Acasuso                     | Pablo Cuevas Tommy Robredo            | Juan Mónaco Paul Capdeville Sebastian Decoud Juan Ignacio Chela              |
| 2. únor  | Movistar Open Viña del Mar, Chile ATP World Tour 250 series antuka - 496,750 $                           | Pablo Cuevas Brian Dabul         | 6-3, 6-3         | František Čermák Michal Mertiňák | Pablo Cuevas Tommy Robredo            | Juan Mónaco Paul Capdeville Sebastian Decoud Juan Ignacio Chela              |
| 2. únor  | PBZ Zagreb Indoors Záhřeb, Chorvatsko ATP World Tour 250 series tvrdý (h) - 450,000 €                    | Marin Čilić                      | 6-3, 6-4         | Mario Ančić                      | Jan Hernych Viktor Troicki            | Ivan Dodig Mischa Zverev Serhij Stachovskyj Antonio Veic                     |
| 2. únor  | PBZ Zagreb Indoors Záhřeb, Chorvatsko ATP World Tour 250 series tvrdý (h) - 450,000 €                    | Martin Damm Robert Lindstedt     | 6-4, 6-3         | Christopher Kas Rogier Wassen    | Jan Hernych Viktor Troicki            | Ivan Dodig Mischa Zverev Serhij Stachovskyj Antonio Veic                     |
| 2. únor  | SA Tennis Open Johannesburg, JAR ATP World Tour 250 series tvrdý - 500,000 $                             | Jo-Wilfried Tsonga               | 6-4, 7-65        | Jérémy Chardy                    | Frederico Gil David Ferrer            | Kristof Vliegen Guillermo García-López Sébastien de Chaunac Marcos Baghdatis |
| 2. únor  | SA Tennis Open Johannesburg, JAR ATP World Tour 250 series tvrdý - 500,000 $                             | James Cerretani Dick Norman      | 6-77, 6-2, 14-12 | Rik De Voest Ashley Fisher       | Frederico Gil David Ferrer            | Kristof Vliegen Guillermo García-López Sébastien de Chaunac Marcos Baghdatis |
| 9. únor  | SAP Open San José, USA ATP World Tour 250 series tvrdý (h) - 600,000 $                                   | Radek Štěpánek                   | 3-6, 6-4, 6-2    | Mardy Fish                       | Andy Roddick James Blake              | Tommy Haas Todd Widom Sam Querrey Juan Martín del Potro                      |
| 9. únor  | SAP Open San José, USA ATP World Tour 250 series tvrdý (h) - 600,000 $                                   | Tommy Haas Radek Štěpánek        | 6-2, 6-3         | Rohan Bopanna Jarkko Nieminen    | Andy Roddick James Blake              | Tommy Haas Todd Widom Sam Querrey Juan Martín del Potro                      |
| 9. únor  | Brasil Open Costa do Sauípe, Brazílie ATP World Tour 250 series antuka - 562,500 $                       | Tommy Robredo                    | 6-3, 3-6, 6-4    | Thomaz Bellucci                  | Frederico Gil José Acasuso            | Nicolás Almagro Juan Carlos Ferrero Eduardo Schwank Alberto Martín           |
| 9. únor  | Brasil Open Costa do Sauípe, Brazílie ATP World Tour 250 series antuka - 562,500 $                       | Marcel Granollers Tommy Robredo  | 6-4, 7-5         | Lucas Arnold Ker Juan Mónaco     | Frederico Gil José Acasuso            | Nicolás Almagro Juan Carlos Ferrero Eduardo Schwank Alberto Martín           |
| 9. únor  | ABN AMRO World Tennis Tournament Rotterdam, Nizozemsko ATP World Tour 500 series tvrdý (h) - 1,445,000 € | Andy Murray                      | 6-3, 4-6, 6-0    | Rafael Nadal                     | Gaël Monfils Mario Ančić              | Jo-Wilfried Tsonga Julien Benneteau Michail Južnyj Marc Gicquel              |
| 9. únor  | ABN AMRO World Tennis Tournament Rotterdam, Nizozemsko ATP World Tour 500 series tvrdý (h) - 1,445,000 € | Daniel Nestor Nenad Zimonjić     | 6-2, 7-5         | Lukáš Dlouhý Leander Paes        | Gaël Monfils Mario Ančić              | Jo-Wilfried Tsonga Julien Benneteau Michail Južnyj Marc Gicquel              |
| 16. únor | Open 13 Marseille, Francie ATP World Tour 250 series tvrdý (h) - 576,000 €                               | Jo-Wilfried Tsonga               | 7-5, 7-63        | Michaël Llodra                   | Novak Djoković Gilles Simon           | Mischa Zverev Feliciano López Michail Južnyj Julien Benneteau                |
| 16. únor | Open 13 Marseille, Francie ATP World Tour 250 series tvrdý (h) - 576,000 €                               | Arnaud Clément Michaël Llodra    | 3-6, 6-3, 10-8   | Julian Knowle Andy Ram           | Novak Djoković Gilles Simon           | Mischa Zverev Feliciano López Michail Južnyj Julien Benneteau                |
| 16. únor | Copa Telmex Buenos Aires, Argentina ATP World Tour 250 series antuka - 600,000 $                         | Tommy Robredo                    | 7-5, 2-6, 7-65   | Juan Mónaco                      | David Nalbandian José Acasuso         | Juan Carlos Ferrero Máximo González Franco Ferreiro Óscar Hernández          |
| 16. únor | Copa Telmex Buenos Aires, Argentina ATP World Tour 250 series antuka - 600,000 $                         | Marcel Granollers Alberto Martín | 6-3, 5-7, 10-8   | Nicolás Almagro Santiago Ventura | David Nalbandian José Acasuso         | Juan Carlos Ferrero Máximo González Franco Ferreiro Óscar Hernández          |
| 16. únor | Regions Morgan Keegan Championships Memphis, USA ATP World Tour 500 series tvrdý (h) - 1,226,500 $       | Andy Roddick                     | 7-5, 7-5         | Radek Štěpánek                   | Lleyton Hewitt Dudi Sela              | Sam Querrey Christophe Rochus Igor Kunicyn Juan Martín del Potro             |
| 16. únor | Regions Morgan Keegan Championships Memphis, USA ATP World Tour 500 series tvrdý (h) - 1,226,500 $       | Mardy Fish Mark Knowles          | 7-67, 6-1        | Travis Parrott Filip Polášek     | Lleyton Hewitt Dudi Sela              | Sam Querrey Christophe Rochus Igor Kunicyn Juan Martín del Potro             |
| 23. únor | Delray Beach Int'l Tennis Championships Delray Beach, USA ATP World Tour 250 series tvrdý - 500,000 $    | Mardy Fish                       | 7-5, 6-3         | Jevgenij Koroljov                | Jérémy Chardy Christophe Rochus       | Florent Serra Marcos Baghdatis Guillermo García-López Stefan Koubek          |
| 23. únor | Delray Beach Int'l Tennis Championships Delray Beach, USA ATP World Tour 250 series tvrdý - 500,000 $    | Bob Bryan Mike Bryan             | 6-4, 6-4         | Marcelo Melo André Sá            | Jérémy Chardy Christophe Rochus       | Florent Serra Marcos Baghdatis Guillermo García-López Stefan Koubek          |
| 23. únor | Barclays Dubai Tennis Championships Dubaj, SAE ATP World Tour 500 series tvrdý - 2,233,000 $             | Novak Djoković                   | 7-5, 6-3         | David Ferrer                     | Gilles Simon Richard Gasquet          | Marin Čilić Fabrice Santoro Igor Andrejev Andy Murray                        |
| 23. únor | Barclays Dubai Tennis Championships Dubaj, SAE ATP World Tour 500 series tvrdý - 2,233,000 $             | Rik de Voest Dmitrij Tursunov    | 4-6, 6-3, 10-5   | Martin Damm Robert Lindstedt     | Gilles Simon Richard Gasquet          | Marin Čilić Fabrice Santoro Igor Andrejev Andy Murray                        |
| 23. únor | Abierto Mexicano Telcel Acapulco, Mexiko ATP World Tour 500 series antuka - 1,226,500 $                  | Nicolás Almagro                  | 6-4, 6-4         | Gaël Monfils                     | Martín Vassallo Argüello José Acasuso | Daniel Köllerer Daniel Gimeno-Traver Tommy Robredo Leonardo Mayer            |
| 23. únor | Abierto Mexicano Telcel Acapulco, Mexiko ATP World Tour 500 series antuka - 1,226,500 $                  | František Čermák Michal Mertiňák | 4-6, 6-4, 10-7   | Łukasz Kubot Oliver Marach       | Martín Vassallo Argüello José Acasuso | Daniel Köllerer Daniel Gimeno-Traver Tommy Robredo Leonardo Mayer            |

### Březen
| Datum      | Turnaj | Vítězové                                                               | Výsledek                        | Finalisté                                                                    | Semifinalisté                       | Čtvrtfinalisté                                                       |
| ---------- | --- | ---------------------------------------------------------------------- | ------------------------------- | ---------------------------------------------------------------------------- | ----------------------------------- | -------------------------------------------------------------------- |
| 2. březen  | Davis Cup 2009 - 1. Kolo Buenos Aires, Argentina - antuka Ostrava, Česko - koberec Birmingham, USA - tvrdý Poreč, Chorvatsko Malmö, Švédsko - koberec Brašov, Rumunsko Gar.-Partenkirchen, Německo - tvrdý Benidorm, Španělsko - antuka | Vítězové Argentina Česko USA Chorvatsko Izrael Rusko Německo Španělsko | 5-0 3-2 4-1 5-0 3-2 4-1 3-2 4-1 | Poražení Nizozemsko Francie Švýcarsko Chile Švédsko Rumunsko Rakousko Srbsko |                                     |                                                                      |
| 12. březen | Masters 1000 Indian Wells Indian Wells, USA ATP World Tour Masters 1000 tvrdý - 4,500,000 $ | Rafael Nadal                                                           | 6-1, 6-2                        | Andy Murray                                                                  | Andy Roddick Roger Federer          | Juan Martín del Potro Novak Djoković Ivan Ljubičić Fernando Verdasco |
| 12. březen | Masters 1000 Indian Wells Indian Wells, USA ATP World Tour Masters 1000 tvrdý - 4,500,000 $ | Mardy Fish Andy Roddick                                                | 3-6, 6-1, 14-12                 | Max Mirnyj Andy Ram                                                          | Andy Roddick Roger Federer          | Juan Martín del Potro Novak Djoković Ivan Ljubičić Fernando Verdasco |
| 25. březen | Sony Ericsson Open Miami, USA ATP World Tour Masters 1000 tvrdý - 4,500,000 $ | Andy Murray                                                            | 6-2, 7-5                        | Novak Đoković                                                                | Juan Martín del Potro Roger Federer | Rafael Nadal Fernando Verdasco Jo-Wilfried Tsonga Andy Roddick       |
| 25. březen | Sony Ericsson Open Miami, USA ATP World Tour Masters 1000 tvrdý - 4,500,000 $ | Max Mirnyj Andy Ram                                                    | 6-74, 6-2, 10-7                 | Ashley Fisher Stephen Huss                                                   | Juan Martín del Potro Roger Federer | Rafael Nadal Fernando Verdasco Jo-Wilfried Tsonga Andy Roddick       |

### Duben
| Datum     | Turnaj                                                                                            | Vítězové                     | Výsledek        | Finalisté                    | Semifinalisté                       | Čtvrtfinalisté                                                    |
| --------- | ------------------------------------------------------------------------------------------------- | ---------------------------- | --------------- | ---------------------------- | ----------------------------------- | ----------------------------------------------------------------- |
| 6. duben  | Grand Prix Hassan II Casablanca, Maroko ATP World Tour 250 series antuka - 450,000 €              | Juan Carlos Ferrero          | 6-4, 7-5        | Florent Serra                | Igor Andrejev Albert Montañés       | Marc Gicquel Victor Hănescu Frederico Gil Teimuraz Gabašvili      |
| 6. duben  | Grand Prix Hassan II Casablanca, Maroko ATP World Tour 250 series antuka - 450,000 €              | Łukasz Kubot Oliver Marach   | 7-64, 3-6, 10-6 | Simon Aspelin Paul Hanley    | Igor Andrejev Albert Montañés       | Marc Gicquel Victor Hănescu Frederico Gil Teimuraz Gabašvili      |
| 6. duben  | U.S. Men's Clay Court Championships Houston, USA ATP World Tour 250 series antuka - 500,000 $     | Lleyton Hewitt               | 6-2, 7-5        | Wayne Odesnik                | Jevgenij Koroljov Björn Phau        | Guillermo Cañas Guillermo García-López John Isner Tommy Haas      |
| 6. duben  | U.S. Men's Clay Court Championships Houston, USA ATP World Tour 250 series antuka - 500,000 $     | Bob Bryan Mike Bryan         | 6-1, 6-2        | Jesse Levine Ryan Sweeting   | Jevgenij Koroljov Björn Phau        | Guillermo Cañas Guillermo García-López John Isner Tommy Haas      |
| 13. duben | Monte-Carlo Rolex Masters Monte Carlo, Monako ATP World Tour Masters 1000 antuka - 2,750,000 €    | Rafael Nadal                 | 6-3, 2-6, 6-1   | Novak Đoković                | Andy Murray Stanislas Wawrinka      | Ivan Ljubičić Nikolaj Davyděnko Fernando Verdasco Andreas Beck    |
| 13. duben | Monte-Carlo Rolex Masters Monte Carlo, Monako ATP World Tour Masters 1000 antuka - 2,750,000 €    | Daniel Nestor Nenad Zimonjić | 6-4, 6-1        | Bob Bryan Mike Bryan         | Andy Murray Stanislas Wawrinka      | Ivan Ljubičić Nikolaj Davyděnko Fernando Verdasco Andreas Beck    |
| 20. duben | Barcelona Open Banco Sabadell Barcelona, Španělsko ATP World Tour 500 series antuka - 1,995,000 € | Rafael Nadal                 | 6-2, 7-5        | David Ferrer                 | Nikolaj Davyděnko Fernando González | David Nalbandian Radek Štěpánek Tommy Robredo Fernando Verdasco   |
| 20. duben | Barcelona Open Banco Sabadell Barcelona, Španělsko ATP World Tour 500 series antuka - 1,995,000 € | Daniel Nestor Nenad Zimonjić | 6-3, 7-69       | Mahesh Bhupathi Mark Knowles | Nikolaj Davyděnko Fernando González | David Nalbandian Radek Štěpánek Tommy Robredo Fernando Verdasco   |
| 27. duben | Internazionali BNL d'Italia Řím, Itálie ATP World Tour Masters 1000 antuka - 2,750,000 €          | Rafael Nadal                 | 7-62, 6-2       | Novak Đoković                | Fernando González Roger Federer     | Fernando Verdasco Juan Mónaco Juan Martín del Potro Mischa Zverev |
| 27. duben | Internazionali BNL d'Italia Řím, Itálie ATP World Tour Masters 1000 antuka - 2,750,000 €          | Daniel Nestor Nenad Zimonjić | 7-65, 6-3       | Bob Bryan Mike Bryan         | Fernando González Roger Federer     | Fernando Verdasco Juan Mónaco Juan Martín del Potro Mischa Zverev |

### Květen
| Datum      | Turnaj                                                                                               | Vítězové                     | Výsledek        | Finalisté                         | Semifinalisté                                   | Čtvrtfinalisté                                                  |
| ---------- | --- | ---------------------------- | --------------- | --------------------------------- | ----------------------------------------------- | --------------------------------------------------------------- |
| 3. květen  | BMW Open Mnichov, Německo ATP World Tour 250 series antuka - 450,000 €                               | Tomáš Berdych                | 6-4, 4-6, 7-65  | Michail Južnyj                    | Daniel Brands Jérémy Chardy                     | Potito Starace Paul-Henri Mathieu Lleyton Hewitt Marin Čilić    |
| 3. květen  | BMW Open Mnichov, Německo ATP World Tour 250 series antuka - 450,000 €                               | Jan Hernych Ivo Minář        | 6-4, 6-4        | Ashley Fisher Jordan Kerr         | Daniel Brands Jérémy Chardy                     | Potito Starace Paul-Henri Mathieu Lleyton Hewitt Marin Čilić    |
| 3. květen  | Estoril Open Estoril, Portugalsko ATP World Tour 250 series antuka - 450,000 €                       | Albert Montañés              | 5-7, 7-66, 6-0  | James Blake                       | Paul Capdeville Nikolaj Davyděnko               | Gilles Simon Óscar Hernández Florent Serra Mardy Fish           |
| 3. květen  | Estoril Open Estoril, Portugalsko ATP World Tour 250 series antuka - 450,000 €                       | Eric Butorac Scott Lipsky    | 6-3, 6-2        | Martin Damm Robert Lindstedt      | Paul Capdeville Nikolaj Davyděnko               | Gilles Simon Óscar Hernández Florent Serra Mardy Fish           |
| 4. květen  | Serbia Open Bělehrad, Srbsko ATP World Tour 250 series antuka - 450,000 €                            | Novak Đoković                | 6-3, 7-60       | Łukasz Kubot                      | Andreas Seppi Ivo Karlović                      | Viktor Troicki Marcos Daniel Kristof Vliegen Flavio Cipolla     |
| 4. květen  | Serbia Open Bělehrad, Srbsko ATP World Tour 250 series antuka - 450,000 €                            | Łukasz Kubot Oliver Marach   | 6-2, 7-63       | Johan Brunström Jean-Julien Rojer | Andreas Seppi Ivo Karlović                      | Viktor Troicki Marcos Daniel Kristof Vliegen Flavio Cipolla     |
| 10. květen | Mutua Madrileña Madrid Open Madrid, Španělsko ATP World Tour Masters 1000 antuka - 3,700,000 €       | Roger Federer                | 6-4, 6-4        | Rafael Nadal                      | Novak Đoković Juan Martín del Potro             | Fernando Verdasco Ivan Ljubičić Andy Murray Andy Roddick        |
| 10. květen | Mutua Madrileña Madrid Open Madrid, Španělsko ATP World Tour Masters 1000 antuka - 3,700,000 €       | Daniel Nestor Nenad Zimonjić | 6-4, 6-4        | Simon Aspelin Wesley Moodie       | Novak Đoković Juan Martín del Potro             | Fernando Verdasco Ivan Ljubičić Andy Murray Andy Roddick        |
| 17. květen | Interwetten Austrian Open Kitzbühel Kitzbühel, Rakousko ATP World Tour 250 series antuka - 450,000 € | Guillermo García-López       | 3-6, 7-61, 6-3  | Julien Benneteau                  | Óscar Hernández Michail Južnyj                  | Daniel Köllerer Juan Ignacio Chela Victor Hănescu Jürgen Melzer |
| 17. květen | Interwetten Austrian Open Kitzbühel Kitzbühel, Rakousko ATP World Tour 250 series antuka - 450,000 € | Marcelo Melo André Sá        | 6-79, 6-2, 10-7 | Andrei Pavel Horia Tecău          | Óscar Hernández Michail Južnyj                  | Daniel Köllerer Juan Ignacio Chela Victor Hănescu Jürgen Melzer |
| 17. květen | ARAG ATP World Team Championship Düsseldorf, Německo ATP World Team Cup antuka - 1,351,000 €         | Srbsko                       | 2-1             | Německo                           | Poražení (Modrá skupina) Argentina Rusko Itálie | Poražení (Červená skupina) Švédsko USA Francie                  |
| 25. květen | French Open Paříž, Francie Grand Slam antuka - 16,150,460 €                                          | Roger Federer                | 6-1, 7-61, 6-4  | Robin Söderling                   | Fernando González Juan Martín del Potro         | Nikolaj Davyděnko Andy Murray Tommy Robredo Gaël Monfils        |
| 25. květen | French Open Paříž, Francie Grand Slam antuka - 16,150,460 €                                          | Lukáš Dlouhý Leander Paes    | 3-6, 6-3, 6-2   | Wesley Moodie Dick Norman         | Fernando González Juan Martín del Potro         | Nikolaj Davyděnko Andy Murray Tommy Robredo Gaël Monfils        |
| 25. květen | French Open Paříž, Francie Grand Slam antuka - 16,150,460 €                                          | Bob Bryan Liezel Huber       | 5-7, 7-65, 10-7 | Marcelo Melo Vania King           | Fernando González Juan Martín del Potro         | Nikolaj Davyděnko Andy Murray Tommy Robredo Gaël Monfils        |

### Červen
| Datum      | Turnaj                                                                                  | Vítězové                              | Výsledek                    | Finalisté                         | Semifinalisté                          | Čtvrtfinalisté                                                 |
| ---------- | --------------------------------------------------------------------------------------- | ------------------------------------- | --------------------------- | --------------------------------- | -------------------------------------- | -------------------------------------------------------------- |
| 8. červen  | AEGON Championships Londýn, V. Británie ATP World Tour 250 series tráva - 750,000 €     | Andy Murray                           | 7-5, 6-4                    | James Blake                       | Juan Carlos Ferrero Andy Roddick       | Mardy Fish Steve Darcis Michail Južnyj Ivo Karlović            |
| 8. červen  | AEGON Championships Londýn, V. Británie ATP World Tour 250 series tráva - 750,000 €     | Wesley Moodie Michail Južnyj          | 6-4, 4-6, 10-6              | Marcelo Melo André Sá             | Juan Carlos Ferrero Andy Roddick       | Mardy Fish Steve Darcis Michail Južnyj Ivo Karlović            |
| 8. červen  | Gerry Weber Open Halle, Německo ATP World Tour 250 series tráva - 750,000 €             | Tommy Haas                            | 6-3, 6-74, 6-1              | Novak Đoković                     | Philipp Kohlschreiber Olivier Rochus   | Andreas Beck Mischa Zverev Benjamin Becker Jürgen Melzer       |
| 8. červen  | Gerry Weber Open Halle, Německo ATP World Tour 250 series tráva - 750,000 €             | Christopher Kas Philipp Kohlschreiber | 6-3, 6-4                    | Andreas Beck Marco Chiudinelli    | Philipp Kohlschreiber Olivier Rochus   | Andreas Beck Mischa Zverev Benjamin Becker Jürgen Melzer       |
| 14. červen | Ordina Open 's-Hertogenbosch, Nizozemsko ATP World Tour 250 series tráva - 450,000 €    | Benjamin Becker                       | 7-5, 6-3                    | Raemon Sluiter                    | Rainer Schüttler Iván Navarro          | Michaël Llodra Jérémy Chardy David Ferrer Dudi Sela            |
| 14. červen | Ordina Open 's-Hertogenbosch, Nizozemsko ATP World Tour 250 series tráva - 450,000 €    | Wesley Moodie Dick Norman             | 7-63, 6-78, 10-5            | Johan Brunström Jean-Julien Rojer | Rainer Schüttler Iván Navarro          | Michaël Llodra Jérémy Chardy David Ferrer Dudi Sela            |
| 14. červen | AEGON International Eastbourne, V. Británie ATP World Tour 250 series tráva - 450,000 € | Dmitrij Tursunov                      | 6-3, 7-63                   | Frank Dancevic                    | Fabrice Santoro Guillermo García-López | Leonardo Mayer Ivan Ljubičić Janko Tipsarević Denis Istomin    |
| 14. červen | AEGON International Eastbourne, V. Británie ATP World Tour 250 series tráva - 450,000 € | Mariusz Fyrstenberg Marcin Matkowski  | 6-4, 6-4                    | Travis Parrott Filip Polášek      | Fabrice Santoro Guillermo García-López | Leonardo Mayer Ivan Ljubičić Janko Tipsarević Denis Istomin    |
| 22. červen | Wimbledon Londýn, V. Británie Grand Slam tráva - 12,550,000 £                           | Roger Federer                         | 5-7, 7-66, 7-65, 3-6, 16-14 | Andy Roddick                      | Andy Murray Tommy Haas                 | Lleyton Hewitt Juan Carlos Ferrero Novak Djoković Ivo Karlović |
| 22. červen | Wimbledon Londýn, V. Británie Grand Slam tráva - 12,550,000 £                           | Daniel Nestor Nenad Zimonjić          | 7-67, 6-73, 7-63, 6-3       | Bob Bryan Mike Bryan              | Andy Murray Tommy Haas                 | Lleyton Hewitt Juan Carlos Ferrero Novak Djoković Ivo Karlović |
| 22. červen | Wimbledon Londýn, V. Británie Grand Slam tráva - 12,550,000 £                           | Mark Knowles Anna-Lena Grönefeld      | 7-5, 6-3                    | Leander Paes Cara Black           | Andy Murray Tommy Haas                 | Lleyton Hewitt Juan Carlos Ferrero Novak Djoković Ivo Karlović |

### Červenec
| Datum        | Turnaj | Vítězové                                      | Výsledek         | Finalisté                                | Semifinalisté                     | Čtvrtfinalisté                                                     |
| ------------ | --- | --------------------------------------------- | ---------------- | ---------------------------------------- | --------------------------------- | ------------------------------------------------------------------ |
| 6. červenec  | Campbell's Hall of Fame Tennis Championships Newport, USA ATP World Tour 250 series tráva - 500,000 $                                | Rajeev Ram                                    | 6-73, 7-5, 6-3   | Sam Querrey                              | Olivier Rochus Fabrice Santoro    | Jesse Levine Brendan Evans Kevin Kim Nicolas Mahut                 |
| 6. červenec  | Campbell's Hall of Fame Tennis Championships Newport, USA ATP World Tour 250 series tráva - 500,000 $                                | Jordan Kerr Rajeev Ram                        | 6-76, 7-67, 10-6 | Michael Kohlmann Rogier Wassen           | Olivier Rochus Fabrice Santoro    | Jesse Levine Brendan Evans Kevin Kim Nicolas Mahut                 |
| 6. červenec  | Davis Cup 2009 - čtvrtfinále Ostrava, Česko - tvrdý Poreč, Chorvatsko - antuka Tel Aviv, Izrael - tvrdý Marbella, Španělsko - antuka | Vítězný tým Česko Chorvatsko Izrael Španělsko | 3-2 4-1 3-2      | Poražený tým Argentina USA Rusko Německo |                                   |                                                                    |
| 13. červenec | Catella Swedish Open Båstad, Švédsko ATP World Tour 250 series antuka - 450,000 €                                                    | Robin Söderling                               | 6-3, 7-64        | Juan Mónaco                              | Tommy Robredo Andreas Vinciguerra | Fernando Verdasco Teimuraz Gabašvili Jürgen Melzer Nicolás Almagro |
| 13. červenec | Catella Swedish Open Båstad, Švédsko ATP World Tour 250 series antuka - 450,000 €                                                    | Jaroslav Levinský Filip Polášek               | 1-6, 6-3, 10-7   | Robert Lindstedt Robin Söderling         | Tommy Robredo Andreas Vinciguerra | Fernando Verdasco Teimuraz Gabašvili Jürgen Melzer Nicolás Almagro |
| 13. červenec | MercedesCup Stuttgart, Německo ATP World Tour 250 series antuka - 450,000 €                                                          | Jérémy Chardy                                 | 1-6, 6-3, 6-4    | Victor Hănescu                           | Nicolas Kiefer Fabio Fognini      | Mischa Zverev Łukasz Kubot Alexandre Sidorenko Nikolaj Davyděnko   |
| 13. červenec | MercedesCup Stuttgart, Německo ATP World Tour 250 series antuka - 450,000 €                                                          | František Čermák Michal Mertiňák              | 7-5, 6-4         | Victor Hănescu Horia Tecău               | Nicolas Kiefer Fabio Fognini      | Mischa Zverev Łukasz Kubot Alexandre Sidorenko Nikolaj Davyděnko   |
| 20. červenec | Indianapolis Tennis Championships Indianapolis, USA ATP World Tour 250 series tvrdý - 600,000 $                                      | Robby Ginepri                                 | 6-2, 6-4         | Sam Querrey                              | Frank Dancevic John Isner         | Dmitrij Tursunov Marc Gicquel Wayne Odesnik Alex Bogomolov, Jr.    |
| 20. červenec | Indianapolis Tennis Championships Indianapolis, USA ATP World Tour 250 series tvrdý - 600,000 $                                      | Ernests Gulbis Dmitrij Tursunov               | 6-4, 3-6, 11-9   | Ashley Fisher Jordan Kerr                | Frank Dancevic John Isner         | Dmitrij Tursunov Marc Gicquel Wayne Odesnik Alex Bogomolov, Jr.    |
| 20. červenec | International German Open Hamburk, Německo ATP World Tour 500 series antuka - 1,115,000 €                                            | Nikolaj Davyděnko                             | 6-4, 6-2         | Paul-Henri Mathieu                       | Pablo Cuevas David Ferrer         | Viktor Troicki Nicolás Almagro Simon Greul Victor Hănescu          |
| 20. červenec | International German Open Hamburk, Německo ATP World Tour 500 series antuka - 1,115,000 €                                            | Simon Aspelin Paul Hanley                     | 6-3, 6-3         | Marcelo Melo Filip Polášek               | Pablo Cuevas David Ferrer         | Viktor Troicki Nicolás Almagro Simon Greul Victor Hănescu          |
| 27. červenec | Allianz Suisse Open Gstaad Gstaad, Švýcarsko ATP World Tour 250 series antuka - 450,000 €                                            | Thomaz Bellucci                               | 6-4, 7-62        | Andreas Beck                             | Igor Andrejev Marcos Daniel       | Nicolas Kiefer Jérémy Chardy Florent Serra Victor Crivoi           |
| 27. červenec | Allianz Suisse Open Gstaad Gstaad, Švýcarsko ATP World Tour 250 series antuka - 450,000 €                                            | Marco Chiudinelli Michael Lammer              | 7-5, 6-3         | Jaroslav Levinský Filip Polášek          | Igor Andrejev Marcos Daniel       | Nicolas Kiefer Jérémy Chardy Florent Serra Victor Crivoi           |
| 27. červenec | LA Tennis Open Los Angeles, USA ATP World Tour 250 series tvrdý - 700,000 $                                                          | Sam Querrey                                   | 6-4, 3-6, 6-1    | Carsten Ball                             | Tommy Haas Leonardo Mayer         | Marat Safin Dudi Sela John Isner Mardy Fish                        |
| 27. červenec | LA Tennis Open Los Angeles, USA ATP World Tour 250 series tvrdý - 700,000 $                                                          | Bob Bryan Mike Bryan                          | 6-4, 7-62        | Benjamin Becker Frank Moser              | Tommy Haas Leonardo Mayer         | Marat Safin Dudi Sela John Isner Mardy Fish                        |
| 27. červenec | ATP Studena Croatia Open Umag Umag, Chorvatsko ATP World Tour 250 series antuka - 450,000 €                                          | Nikolaj Davyděnko                             | 6-3, 6-0         | Juan Carlos Ferrero                      | Jürgen Melzer Andreas Seppi       | Simone Bolelli Ivan Ljubičić Máximo González Nicolás Massú         |
| 27. červenec | ATP Studena Croatia Open Umag Umag, Chorvatsko ATP World Tour 250 series antuka - 450,000 €                                          | František Čermák Michal Mertiňák              | 6-4, 6-4         | Johan Brunström Jean-Julien Rojer        | Jürgen Melzer Andreas Seppi       | Simone Bolelli Ivan Ljubičić Máximo González Nicolás Massú         |

### Srpen
| Datum     | Turnaj | Vítězové                        | Výsledek                  | Finalisté                            | Semifinalisté                   | Čtvrtfinalisté                                                  |
| --------- | --- | ------------------------------- | ------------------------- | ------------------------------------ | ------------------------------- | --------------------------------------------------------------- |
| 2. srpen  | Legg Mason Tennis Classic Washington, USA ATP World Tour 500 series tvrdý - 1,402,000 $                    | Juan Martín del Potro           | 3-6, 7-5, 7-66            | Andy Roddick                         | John Isner Fernando González    | Ivo Karlović Tomáš Berdych Tommy Haas Robin Söderling           |
| 2. srpen  | Legg Mason Tennis Classic Washington, USA ATP World Tour 500 series tvrdý - 1,402,000 $                    | Martin Damm Robert Lindstedt    | 7-5, 7-63                 | Mariusz Fyrstenberg Marcin Matkowski | John Isner Fernando González    | Ivo Karlović Tomáš Berdych Tommy Haas Robin Söderling           |
| 10. srpen | Rogers Cup Montreal, Kanada ATP World Tour Masters 1000 tvrdý - 3,000,000 $                                | Andy Murray                     | 6-74, 7-63, 6-1           | Juan Martín del Potro                | Jo-Wilfried Tsonga Andy Roddick | Roger Federer Nikolaj Davyděnko Novak Djoković Rafael Nadal     |
| 10. srpen | Rogers Cup Montreal, Kanada ATP World Tour Masters 1000 tvrdý - 3,000,000 $                                | Mahesh Bhupathi Mark Knowles    | 6-4, 6-3                  | Max Mirnyj Andy Ram                  | Jo-Wilfried Tsonga Andy Roddick | Roger Federer Nikolaj Davyděnko Novak Djoković Rafael Nadal     |
| 16. srpen | Western & Southern Financial Group Masters Cincinnati, USA ATP World Tour Masters 1000 tvrdý - 3,000,000 $ | Roger Federer                   | 6-1, 7-5                  | Novak Djoković                       | Andy Murray Rafael Nadal        | Lleyton Hewitt Julien Benneteau Gilles Simon Tomáš Berdych      |
| 16. srpen | Western & Southern Financial Group Masters Cincinnati, USA ATP World Tour Masters 1000 tvrdý - 3,000,000 $ | Daniel Nestor Nenad Zimonjić    | 3-6, 7-62, 15-13          | Bob Bryan Mike Bryan                 | Andy Murray Rafael Nadal        | Lleyton Hewitt Julien Benneteau Gilles Simon Tomáš Berdych      |
| 23. srpen | Pilot Pen Tennis New Haven, USA ATP World Tour 250 series tvrdý - 750,000 $                                | Fernando Verdasco               | 6-4, 7-66                 | Sam Querrey                          | José Acasuso Igor Andrejev      | Nikolaj Davyděnko Florent Serra Leonardo Mayer Jürgen Melzer    |
| 23. srpen | Pilot Pen Tennis New Haven, USA ATP World Tour 250 series tvrdý - 750,000 $                                | Julian Knowle Jürgen Melzer     | 6-4, 7-63                 | Bruno Soares Kevin Ullyett           | José Acasuso Igor Andrejev      | Nikolaj Davyděnko Florent Serra Leonardo Mayer Jürgen Melzer    |
| 31. srpen | US Open New York, USA Grand Slam tvrdý                                                                     | Juan Martín del Potro           | 3-6, 7-65, 4-6, 7-64, 6-2 | Roger Federer                        | Novak Djoković Rafael Nadal     | Robin Söderling Fernando Verdasco Fernando González Marin Čilić |
| 31. srpen | US Open New York, USA Grand Slam tvrdý                                                                     | Lukáš Dlouhý Leander Paes       | 3-6, 6-3, 6-2             | Mahesh Bhupathi Mark Knowles         | Novak Djoković Rafael Nadal     | Robin Söderling Fernando Verdasco Fernando González Marin Čilić |
| 31. srpen | US Open New York, USA Grand Slam tvrdý                                                                     | Travis Parrott Carly Gullickson | 6-2, 6-4                  | Leander Paes Cara Black              | Novak Djoković Rafael Nadal     | Robin Söderling Fernando Verdasco Fernando González Marin Čilić |

### Září
| Datum    | Turnaj                                                                                          | Vítězové                             | Výsledek       | Finalisté                                | Semifinalisté                      | Čtvrtfinalisté                                                     |
| -------- | ----------------------------------------------------------------------------------------------- | ------------------------------------ | -------------- | ---------------------------------------- | ---------------------------------- | ------------------------------------------------------------------ |
| 14. září | Davis Cup 2009 - semifinále Poreč, Chorvatsko - antuka (hala) Murcia, Španělsko - antuka (hala) | Vítězové semifinále Česko Španělsko  | 4-1            | Poražení semifinalisté Chorvatsko Izrael |                                    |                                                                    |
| 21. září | Open de Moselle Méty, Francie ATP World Tour 250 series tvrdý (h) - 450,000 €                   | Gaël Monfils                         | 7-61, 3-6, 6-2 | Philipp Kohlschreiber                    | Richard Gasquet Paul-Henri Mathieu | Janko Tipsarević Philipp Petzschner Andreas Beck Jevgenij Koroljov |
| 21. září | Open de Moselle Méty, Francie ATP World Tour 250 series tvrdý (h) - 450,000 €                   | Colin Fleming Ken Skupski            | 2-6, 6-4, 10-5 | Arnaud Clément Michaël Llodra            | Richard Gasquet Paul-Henri Mathieu | Janko Tipsarević Philipp Petzschner Andreas Beck Jevgenij Koroljov |
| 21. září | BCR Open Romania Bukurešť, Rumunsko ATP World Tour 250 series antuka - 450,000 €                | Albert Montañés                      | 7-62, 7-66     | Juan Mónaco                              | Simon Greul Santiago Ventura       | Máximo González Pablo Cuevas Rubén Ramírez Hidalgo Fabio Fognini   |
| 21. září | BCR Open Romania Bukurešť, Rumunsko ATP World Tour 250 series antuka - 450,000 €                | František Čermák Michal Mertiňák     | 6-2, 6-4       | Johan Brunström Jean-Julien Rojer        | Simon Greul Santiago Ventura       | Máximo González Pablo Cuevas Rubén Ramírez Hidalgo Fabio Fognini   |
| 28. září | PTT Thailand Open Bangkok, Thajsko ATP World Tour 250 series tvrdý (h) - 608,500 $              | Gilles Simon                         | 7-5, 6-3       | Viktor Troicki                           | Jo-Wilfried Tsonga Jürgen Melzer   | Marco Chiudinelli John Isner Andreas Beck Jevgenij Koroljov        |
| 28. září | PTT Thailand Open Bangkok, Thajsko ATP World Tour 250 series tvrdý (h) - 608,500 $              | Eric Butorac Rajeev Ram              | 7-64, 6-3      | Guillermo García-López Mischa Zverev     | Jo-Wilfried Tsonga Jürgen Melzer   | Marco Chiudinelli John Isner Andreas Beck Jevgenij Koroljov        |
| 28. září | Proton Malaysian Open Kuala Lumpur, Malajsie ATP World Tour 250 series tvrdý (h) - 850,000 $    | Nikolaj Davyděnko                    | 6-4, 7-5       | Fernando Verdasco                        | Robin Söderling Fernando González  | Gaël Monfils Tomáš Berdych Michail Južnyj Richard Gasquet          |
| 28. září | Proton Malaysian Open Kuala Lumpur, Malajsie ATP World Tour 250 series tvrdý (h) - 850,000 $    | Mariusz Fyrstenberg Marcin Matkowski | 6-2, 6-1       | Igor Kunicyn Jaroslav Levinský           | Robin Söderling Fernando González  | Gaël Monfils Tomáš Berdych Michail Južnyj Richard Gasquet          |

### Říjen
| Datum     | Turnaj                                                                                                | Vítězové                            | Výsledek        | Finalisté                            | Semifinalisté                          | Čtvrtfinalisté                                                         |
| --------- | --- | ----------------------------------- | --------------- | ------------------------------------ | -------------------------------------- | ---------------------------------------------------------------------- |
| 5. říjen  | Rakuten Japan Open Tennis Championships Tokio, Japonsko ATP World Tour 500 series tvrdý - 1,226,500 $ | Jo-Wilfried Tsonga                  | 6-3, 6-3        | Michail Južnyj                       | Lleyton Hewitt Gaël Monfils            | Édouard Roger-Vasselin Tomáš Berdych Stanislas Wawrinka Ernests Gulbis |
| 5. říjen  | Rakuten Japan Open Tennis Championships Tokio, Japonsko ATP World Tour 500 series tvrdý - 1,226,500 $ | Julian Knowle Jürgen Melzer         | 6-2, 5-7, 10-8  | Ross Hutchins Jordan Kerr            | Lleyton Hewitt Gaël Monfils            | Édouard Roger-Vasselin Tomáš Berdych Stanislas Wawrinka Ernests Gulbis |
| 5. říjen  | China Open Peking, Čína ATP World Tour 500 series tvrdý - 3,337,000 $                                 | Novak Djoković                      | 6-2, 7-64       | Marin Čilić                          | Rafael Nadal Robin Söderling           | Marat Safin Nikolaj Davyděnko Ivan Ljubičić Fernando Verdasco          |
| 5. říjen  | China Open Peking, Čína ATP World Tour 500 series tvrdý - 3,337,000 $                                 | Bob Bryan Mike Bryan                | 6-4, 6-2        | Mark Knowles Andy Roddick            | Rafael Nadal Robin Söderling           | Marat Safin Nikolaj Davyděnko Ivan Ljubičić Fernando Verdasco          |
| 12. říjen | Shanghai ATP Masters 1000 Šanghaj, Čína ATP World Tour Masters 1000 tvrdý - 5,250,000 $               | Nikolaj Davyděnko                   | 7-63, 6-3       | Rafael Nadal                         | Feliciano López Novak Djoković         | Ivan Ljubičić Robin Söderling Radek Štěpánek Gilles Simon              |
| 12. říjen | Shanghai ATP Masters 1000 Šanghaj, Čína ATP World Tour Masters 1000 tvrdý - 5,250,000 $               | Julien Benneteau Jo-Wilfried Tsonga | 6-2, 6-4        | Mariusz Fyrstenberg Marcin Matkowski | Feliciano López Novak Djoković         | Ivan Ljubičić Robin Söderling Radek Štěpánek Gilles Simon              |
| 19. říjen | If Stockholm Open Stockholm, Švédsko ATP World Tour 250 series tvrdý (h) - 600,000 €                  | Marcos Baghdatis                    | 6-1, 7-5        | Olivier Rochus                       | Robin Söderling Thomaz Bellucci        | G. García López Arnaud Clément Joachim Johansson Jarkko Nieminen       |
| 19. říjen | If Stockholm Open Stockholm, Švédsko ATP World Tour 250 series tvrdý (h) - 600,000 €                  | Bruno Soares Kevin Ullyett          | 6-4, 7-64       | Simon Aspelin Paul Hanley            | Robin Söderling Thomaz Bellucci        | G. García López Arnaud Clément Joachim Johansson Jarkko Nieminen       |
| 19. říjen | Kremlin Cup Moskva, Rusko ATP World Tour 250 series tvrdý (h) - 1,080,500 $                           | Michail Južnyj                      | 6-75, 6-0, 6-4  | Janko Tipsarević                     | Illja Marčenko Michail Kukuškin        | Jevgenij Koroljov Robby Ginepri Serhij Stachovskyj Pablo Cuevas        |
| 19. říjen | Kremlin Cup Moskva, Rusko ATP World Tour 250 series tvrdý (h) - 1,080,500 $                           | Pablo Cuevas Marcel Granollers      | 4-6, 7-5, 10-8  | František Čermák Michal Mertiňák     | Illja Marčenko Michail Kukuškin        | Jevgenij Koroljov Robby Ginepri Serhij Stachovskyj Pablo Cuevas        |
| 26. říjen | Bank Austria-TennisTrophy Vídeň, Rakousko ATP World Tour 250 series tvrdý (h) - 650,000 €             | Jürgen Melzer                       | 6-4, 6-3        | Marin Čilić                          | Philipp Kohlschreiber Janko Tipsarević | Feliciano López Nicolás Almagro Gaël Monfils Radek Štěpánek            |
| 26. říjen | Bank Austria-TennisTrophy Vídeň, Rakousko ATP World Tour 250 series tvrdý (h) - 650,000 €             | Łukasz Kubot Oliver Marach          | 2-6, 6-4, 11-9  | Julian Knowle Jürgen Melzer          | Philipp Kohlschreiber Janko Tipsarević | Feliciano López Nicolás Almagro Gaël Monfils Radek Štěpánek            |
| 26. říjen | Grand Prix de Tennis de Lyon Lyon, Francie ATP World Tour 250 series tvrdý (h) - 766,750 €            | Ivan Ljubičić                       | 7-5, 6-3        | Michaël Llodra                       | Arnaud Clément Gilles Simon            | Jo-Wilfried Tsonga Florent Serra Marc Gicquel Julien Benneteau         |
| 26. říjen | Grand Prix de Tennis de Lyon Lyon, Francie ATP World Tour 250 series tvrdý (h) - 766,750 €            | Julien Benneteau Nicolas Mahut      | 6-4, 7-68       | Arnaud Clément Sébastien Grosjean    | Arnaud Clément Gilles Simon            | Jo-Wilfried Tsonga Florent Serra Marc Gicquel Julien Benneteau         |
| 26. říjen | St. Petersburg Open Petrohrad, Rusko ATP World Tour 250 series tvrdý (h) - 750,000 $                  | Serhij Stachovskyj                  | 2-6, 7-68, 7-67 | Horacio Zeballos                     | Marat Safin Igor Kunicyn               | Denis Istomin Björn Phau Ernests Gulbis Victor Hănescu                 |
| 26. říjen | St. Petersburg Open Petrohrad, Rusko ATP World Tour 250 series tvrdý (h) - 750,000 $                  | Colin Fleming Ken Skupski           | 2-6, 7-5, 10-4  | Jérémy Chardy Richard Gasquet        | Marat Safin Igor Kunicyn               | Denis Istomin Björn Phau Ernests Gulbis Victor Hănescu                 |

### Listopad
| Datum        | Turnaj                                                                                      | Vítězové                             | Výsledek                             | Finalisté                            | Semifinalisté                        | Čtvrtfinalisté                                                         |
| ------------ | ------------------------------------------------------------------------------------------- | ------------------------------------ | ------------------------------------ | ------------------------------------ | ------------------------------------ | ---------------------------------------------------------------------- |
| 2. listopad  | Davidoff Swiss Indoors Basilej, Švýcarsko ATP World Tour 500 series tvrdý (h) - 1,755,000 € | Novak Djoković                       | 6-4, 4-6, 6-2                        | Roger Federer                        | Marco Chiudinelli Radek Štěpánek     | Jevgenij Koroljov Richard Gasquet Marin Čilić Stanislas Wawrinka       |
| 2. listopad  | Davidoff Swiss Indoors Basilej, Švýcarsko ATP World Tour 500 series tvrdý (h) - 1,755,000 € | Daniel Nestor Nenad Zimonjić         | 6-2, 6-3                             | Bob Bryan Mike Bryan                 | Marco Chiudinelli Radek Štěpánek     | Jevgenij Koroljov Richard Gasquet Marin Čilić Stanislas Wawrinka       |
| 2. listopad  | Valencia Open 500 Valencie, Španělsko ATP World Tour 500 series tvrdý (h) - 2,019,000 €     | Andy Murray                          | 6-3, 6-2                             | Michail Južnyj                       | Fernando Verdasco Nikolaj Davyděnko  | Albert Montañés Tommy Robredo Gilles Simon Guillermo García-López      |
| 2. listopad  | Valencia Open 500 Valencie, Španělsko ATP World Tour 500 series tvrdý (h) - 2,019,000 €     | František Čermák Michal Mertiňák     | 6-4, 6-3                             | Marcel Granollers Tommy Robredo      | Fernando Verdasco Nikolaj Davyděnko  | Albert Montañés Tommy Robredo Gilles Simon Guillermo García-López      |
| 8. listopad  | BNP Paribas Masters Paříž, Francie ATP World Tour Masters 1000 tvrdý (h) - 2,750,000 €      | Novak Djoković                       | 6-2, 5-7, 7-63                       | Gaël Monfils                         | Radek Štěpánek Rafael Nadal          | Marin Čilić Juan Martín del Potro Robin Söderling Jo-Wilfried Tsonga   |
| 8. listopad  | BNP Paribas Masters Paříž, Francie ATP World Tour Masters 1000 tvrdý (h) - 2,750,000 €      | Daniel Nestor Nenad Zimonjić         | 6-3, 6-4                             | Marcel Granollers Tommy Robredo      | Radek Štěpánek Rafael Nadal          | Marin Čilić Juan Martín del Potro Robin Söderling Jo-Wilfried Tsonga   |
| 16. listopad | Tento týden se nekonal žádný turnaj.                                                        | Tento týden se nekonal žádný turnaj. | Tento týden se nekonal žádný turnaj. | Tento týden se nekonal žádný turnaj. | Tento týden se nekonal žádný turnaj. | Tento týden se nekonal žádný turnaj.                                   |
| 22. listopad | Barclays ATP World Tour Finals Londýn, Velká Británie ATP World Tour Finals tvrdý (h)       | Nikolaj Davyděnko                    | 6-3, 6-4                             | Juan Martín del Potro                | Roger Federer Robin Söderling        | Kvalifikanti Rafael Nadal Novak Djoković Andy Murray Fernando Verdasco |
| 22. listopad | Barclays ATP World Tour Finals Londýn, Velká Británie ATP World Tour Finals tvrdý (h)       | Bob Bryan Mike Bryan                 | 7-65, 6-3                            | Max Mirnyj Andy Ram                  | Roger Federer Robin Söderling        | Kvalifikanti Rafael Nadal Novak Djoković Andy Murray Fernando Verdasco |
| 30. listopad | Davis Cup 2009 - finále Barcelona, Španělsko - antuka                                       | Španělsko                            | 5-0                                  | Česko                                |                                      |                                                                        |

## Statistika
Stav k 30.11.2009

### Dvouhra - klasifikace tenistů
| Poř.    | Tenista                | Celkově | Grand Slam * | Masters 1000 | ATP 500 | ATP 250 |
| ------- | ---------------------- | ------- | ------------ | ------------ | ------- | ------- |
| 1       | Andy Murray            | 6       |              | 2            | 2       | 2       |
| 2 - 4   | Rafael Nadal           | 5       | 1            | 3            | 1       |         |
| 2 - 4   | Nikolaj Davyděnko      | 5       | 0 (+1)       | 1            | 1       | 2       |
| 2 - 4   | Novak Đoković          | 5       |              | 1            | 3       | 1       |
| 5       | Roger Federer          | 4       | 2            | 2            |         |         |
| 6 - 7   | Juan Martín del Potro  | 3       | 1            |              | 1       | 1       |
| 6 - 7   | Jo-Wilfried Tsonga     | 3       |              |              | 1       | 2       |
| 8 - 11  | Marin Čilić            | 2       |              |              |         | 2       |
| 8 - 11  | Radek Štěpánek         | 2       |              |              |         | 2       |
| 8 - 11  | Tommy Robredo          | 2       |              |              |         | 2       |
| 8 - 11  | Albert Montañés        | 2       |              |              |         | 2       |
| 12 - 37 | Andy Roddick           | 1       |              |              | 1       |         |
| 12 - 37 | Nicolás Almagro        | 1       |              |              | 1       |         |
| 12 - 37 | David Nalbandian       | 1       |              |              |         | 1       |
| 12 - 37 | Fernando González      | 1       |              |              |         | 1       |
| 12 - 37 | Mardy Fish             | 1       |              |              |         | 1       |
| 12 - 37 | Juan Carlos Ferrero    | 1       |              |              |         | 1       |
| 12 - 37 | Lleyton Hewitt         | 1       |              |              |         | 1       |
| 12 - 37 | Tomáš Berdych          | 1       |              |              |         | 1       |
| 12 - 37 | Guillermo García-López | 1       |              |              |         | 1       |
| 12 - 37 | Tommy Haas             | 1       |              |              |         | 1       |
| 12 - 37 | Benjamin Becker        | 1       |              |              |         | 1       |
| 12 - 37 | Dmitrij Tursunov       | 1       |              |              |         | 1       |
| 12 - 37 | Rajeev Ram             | 1       |              |              |         | 1       |
| 12 - 37 | Robin Söderling        | 1       |              |              |         | 1       |
| 12 - 37 | Jérémy Chardy          | 1       |              |              |         | 1       |
| 12 - 37 | Robby Ginepri          | 1       |              |              |         | 1       |
| 12 - 37 | Sam Querrey            | 1       |              |              |         | 1       |
| 12 - 37 | Thomaz Bellucci        | 1       |              |              |         | 1       |
| 12 - 37 | Fernando Verdasco      | 1       |              |              |         | 1       |
| 12 - 37 | Gaël Monfils           | 1       |              |              |         | 1       |
| 12 - 37 | Gilles Simon           | 1       |              |              |         | 1       |
| 12 - 37 | Marcos Baghdatis       | 1       |              |              |         | 1       |
| 12 - 37 | Michail Južnyj         | 1       |              |              |         | 1       |
| 12 - 37 | Jürgen Melzer          | 1       |              |              |         | 1       |
| 12 - 37 | Ivan Ljubičić          | 1       |              |              |         | 1       |
| 12 - 37 | Serhij Stachovskyj     | 1       |              |              |         | 1       |

- * Včetně ATP World Tour Finals.

### Dvouhra - klasifikace zemí
| Poř.    | Země               | Celkově | Grand Slam * | Masters 1000 | ATP 500 | ATP 250 |
| ------- | ------------------ | ------- | ------------ | ------------ | ------- | ------- |
| 1       | Španělsko          | 13      | 1            | 3            | 2       | 7       |
| 2       | Rusko              | 7       | 0 (+1)       | 1            | 1       | 4       |
| 3 - 4   | Spojené království | 6       |              | 2            | 2       | 2       |
| 3 - 4   | Francie            | 6       |              |              | 1       | 5       |
| 5 - 6   | Srbsko             | 5       |              | 1            | 3       | 1       |
| 5 - 6   | Spojené státy      | 5       |              |              | 1       | 4       |
| 7 - 8   | Švýcarsko          | 4       | 2            | 2            |         |         |
| 7 - 8   | Argentina          | 4       | 1            |              | 1       | 2       |
| 9 - 10  | Česko              | 3       |              |              |         | 3       |
| 9 - 10  | Chorvatsko         | 3       |              |              |         | 3       |
| 11      | Německo            | 2       |              |              |         | 2       |
| 12 - 18 | Chile              | 1       |              |              |         | 1       |
| 12 - 18 | Austrálie          | 1       |              |              |         | 1       |
| 12 - 18 | Švédsko            | 1       |              |              |         | 1       |
| 12 - 18 | Brazílie           | 1       |              |              |         | 1       |
| 12 - 18 | Kypr               | 1       |              |              |         | 1       |
| 12 - 18 | Rakousko           | 1       |              |              |         | 1       |
| 12 - 18 | Ukrajina           | 1       |              |              |         | 1       |

- * Včetně ATP World Tour Finals.

### Čtyřhra - klasifikace tenistů
| Poř.    | Tenista               | Celkově | Grand Slam * | Masters 1000 | ATP 500 | ATP 250 |
| ------- | --------------------- | ------- | ------------ | ------------ | ------- | ------- |
| 1 - 2   | Daniel Nestor         | 9       | 1            | 5            | 3       |         |
| 1 - 2   | Nenad Zimonjić        | 9       | 1            | 5            | 3       |         |
| 3 - 4   | Bob Bryan             | 7       | 1 (+1)       |              | 1       | 4       |
| 3 - 4   | Mike Bryan            | 7       | 1 (+1)       |              | 1       | 4       |
| 5 - 6   | František Čermák      | 5       |              |              | 2       | 3       |
| 5 - 6   | Michal Mertiňák       | 5       |              |              | 2       | 3       |
| 7 - 13  | Martin Damm           | 3       |              |              | 1       | 2       |
| 7 - 13  | Robert Lindstedt      | 3       |              |              | 1       | 2       |
| 7 - 13  | Eric Butorac          | 3       |              |              |         | 3       |
| 7 - 13  | Rajeev Ram            | 3       |              |              |         | 3       |
| 7 - 13  | Marcel Granollers     | 3       |              |              |         | 3       |
| 7 - 13  | Łukasz Kubot          | 3       |              |              |         | 3       |
| 7 - 13  | Oliver Marach         | 3       |              |              |         | 3       |
| 14 - 29 | Lukáš Dlouhý          | 2       | 2            |              |         |         |
| 14 - 29 | Leander Paes          | 2       | 2            |              |         |         |
| 14 - 29 | Mardy Fish            | 2       |              | 1            | 1       |         |
| 14 - 29 | Mark Knowles          | 2       |              | 1            | 1       |         |
| 14 - 29 | Jo-Wilfried Tsonga    | 2       |              | 1            |         | 1       |
| 14 - 29 | Julien Benneteau      | 2       |              | 1            |         | 1       |
| 14 - 29 | Dmitrij Tursunov      | 2       |              |              | 1       | 1       |
| 14 - 29 | Julian Knowle         | 2       |              |              | 1       | 1       |
| 14 - 29 | Jürgen Melzer         | 2       |              |              | 1       | 1       |
| 14 - 29 | Wesley Moodie         | 2       |              |              |         | 2       |
| 14 - 29 | Dick Norman           | 2       |              |              |         | 2       |
| 14 - 29 | Mariusz Fyrstenberg   | 2       |              |              |         | 2       |
| 14 - 29 | Marcin Matkowski      | 2       |              |              |         | 2       |
| 14 - 29 | Pablo Cuevas          | 2       |              |              |         | 2       |
| 14 - 29 | Colin Fleming         | 2       |              |              |         | 2       |
| 14 - 29 | Ken Skupski           | 2       |              |              |         | 2       |
| 30 - 64 | Andy Roddick          | 1       |              | 1            |         |         |
| 30 - 64 | Max Mirnyj            | 1       |              | 1            |         |         |
| 30 - 64 | Andy Ram              | 1       |              | 1            |         |         |
| 30 - 64 | Mahesh Bhupathi       | 1       |              | 1            |         |         |
| 30 - 64 | Rik de Voest          | 1       |              |              | 1       |         |
| 30 - 64 | Simon Aspelin         | 1       |              |              | 1       |         |
| 30 - 64 | Paul Hanley           | 1       |              |              | 1       |         |
| 30 - 64 | Marc López            | 1       |              |              |         | 1       |
| 30 - 64 | Rafael Nadal          | 1       |              |              |         | 1       |
| 30 - 64 | Marc Gicquel          | 1       |              |              |         | 1       |
| 30 - 64 | Brian Dabul           | 1       |              |              |         | 1       |
| 30 - 64 | James Cerretani       | 1       |              |              |         | 1       |
| 30 - 64 | Tommy Haas            | 1       |              |              |         | 1       |
| 30 - 64 | Radek Štěpánek        | 1       |              |              |         | 1       |
| 30 - 64 | Tommy Robredo         | 1       |              |              |         | 1       |
| 30 - 64 | Alberto Martín        | 1       |              |              |         | 1       |
| 30 - 64 | Arnaud Clément        | 1       |              |              |         | 1       |
| 30 - 64 | Michaël Llodra        | 1       |              |              |         | 1       |
| 30 - 64 | Jan Hernych           | 1       |              |              |         | 1       |
| 30 - 64 | Ivo Minář             | 1       |              |              |         | 1       |
| 30 - 64 | Scott Lipsky          | 1       |              |              |         | 1       |
| 30 - 64 | Marcelo Melo          | 1       |              |              |         | 1       |
| 30 - 64 | André Sá              | 1       |              |              |         | 1       |
| 30 - 64 | Michail Južnyj        | 1       |              |              |         | 1       |
| 30 - 64 | Christopher Kas       | 1       |              |              |         | 1       |
| 30 - 64 | Philipp Kohlschreiber | 1       |              |              |         | 1       |
| 30 - 64 | Jordan Kerr           | 1       |              |              |         | 1       |
| 30 - 64 | Jaroslav Levinský     | 1       |              |              |         | 1       |
| 30 - 64 | Filip Polášek         | 1       |              |              |         | 1       |
| 30 - 64 | Ernests Gulbis        | 1       |              |              |         | 1       |
| 30 - 64 | Marco Chiudinelli     | 1       |              |              |         | 1       |
| 30 - 64 | Michael Lammer        | 1       |              |              |         | 1       |
| 30 - 64 | Bruno Soares          | 1       |              |              |         | 1       |
| 30 - 64 | Kevin Ullyett         | 1       |              |              |         | 1       |
| 30 - 64 | Nicolas Mahut         | 1       |              |              |         | 1       |

- * Včetně ATP World Tour Finals.

### Čtyřhra - klasifikace zemí
| Poř.    | Země                  | Celkově | Grand Slam * | Masters 1000 | ATP 500 | ATP 250 |
| ------- | --------------------- | ------- | ------------ | ------------ | ------- | ------- |
| 1       | USA                   | 25      | 2 (+2)       | 2            | 3       | 16      |
| 2       | Česko                 | 14      | 2            |              | 3       | 9       |
| 3 - 4   | Kanada                | 9       | 1            | 5            | 3       |         |
| 3 - 4   | Srbsko                | 9       | 1            | 5            | 3       |         |
| 5       | Francie               | 8       |              | 2            |         | 6       |
| 6 - 8   | Rakousko              | 7       |              |              | 2       | 5       |
| 6 - 8   | Španělsko             | 7       |              |              |         | 7       |
| 6 - 8   | Polsko                | 7       |              |              |         | 7       |
| 9       | Slovensko             | 6       |              |              | 2       | 4       |
| 10 - 11 | Švédsko               | 4       |              |              | 2       | 2       |
| 10 - 11 | Spojené království    | 4       |              |              |         | 4       |
| 12 - 16 | Indie                 | 3       | 2            | 1            |         |         |
| 12 - 16 | Jihoafrická republika | 3       |              |              | 1       | 2       |
| 12 - 16 | Rusko                 | 3       |              |              | 1       | 2       |
| 12 - 16 | Německo               | 3       |              |              |         | 3       |
| 12 - 16 | Brazílie              | 3       |              |              |         | 3       |
| 17 - 21 | Bahamy                | 2       |              | 1            | 1       |         |
| 17 - 21 | Austrálie             | 2       |              |              | 1       | 1       |
| 17 - 21 | Belgie                | 2       |              |              |         | 2       |
| 17 - 21 | Švýcarsko             | 2       |              |              |         | 2       |
| 17 - 21 | Uruguay               | 2       |              |              |         | 2       |
| 22 - 26 | Bělorusko             | 1       |              | 1            |         |         |
| 22 - 26 | Izrael                | 1       |              | 1            |         |         |
| 22 - 26 | Argentina             | 1       |              |              |         | 1       |
| 22 - 26 | Lotyšsko              | 1       |              |              |         | 1       |
| 22 - 26 | Zimbabwe              | 1       |              |              |         | 1       |

- * Včetně ATP World Tour Finals.